# Strive Masiyiwa

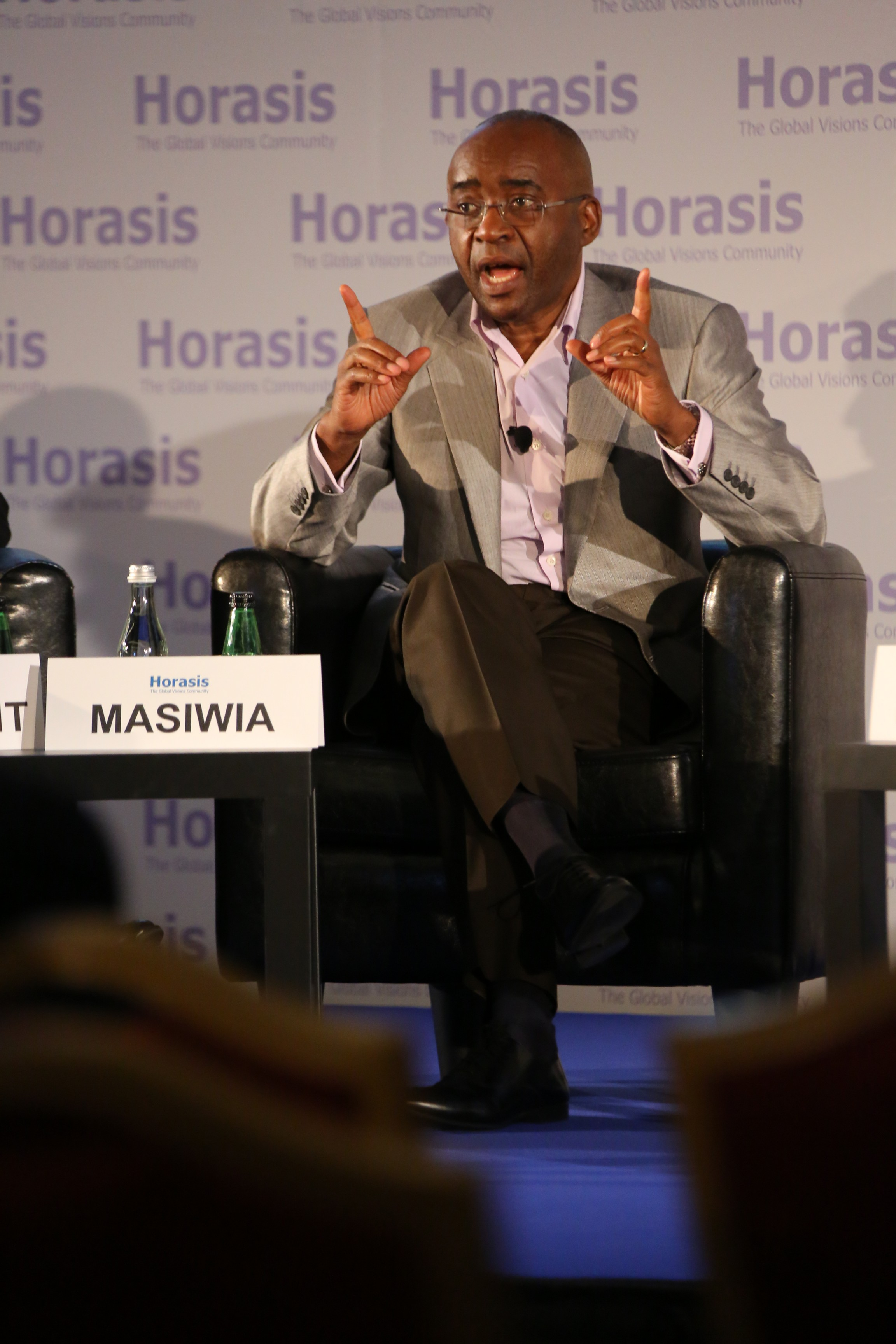
Strive Masiyiwa

Strive Masiyiwa (* 29. Januar 1961 in Südrhodesien) ist ein in London ansässiger simbabwischer Unternehmer und Philanthrop. Er ist der Gründer des internationalen Telekommunikationsunternehmens Econet Global. Sein Vermögen wurde im Mai 2022 auf 4,7 Milliarden US-Dollar geschätzt, womit er zu den reichsten Afrikanern gehört.

## Laufbahn
Strive Masiyiwa wurde am 29. Januar 1961 in Südrhodesien (heute Simbabwe) geboren. Als er sieben Jahre alt war, verließ seine Familie das Land, nachdem die Regierung von Premierminister Ian Smith eine einseitige Unabhängigkeitserklärung vom Vereinigten Königreich abgegeben hatte. Er ging auf eine Privatschule in Edinburgh, Schottland. Nach seinem Abschluss 1978 reiste er zurück nach Rhodesien, um sich den regierungsfeindlichen Guerillakräften von Robert Mugabe und Joshua Nkomo anzuschließen. Er kehrte jedoch wieder nach Großbritannien zurück und erwarb 1983 einen Abschluss in Elektrotechnik an der University of Wales. Nach seinem Studium in Großbritannien arbeitete Masiyiwa bei ZPTC, der simbabwischen Telefongesellschaft. Er verließ ZPTC, um ein eigenes Unternehmen im Bereich Ingenieursdienstleistungen zu gründen, verkaufte dieses und gründete 1993 Econet Wireless Zimbabwe, ein Telekommunikationsunternehmen.
Econonet Wireless wurde jedoch von der Regierung Simbabwes eine Telefonielizenz verweigert. Masiyiwa legte beim Verfassungsgericht von Simbabwe Berufung ein. Das simbabwische Gericht entschied nach einem fünfjährigen Rechtsstreit, der ihn an den Rand des Bankrotts brachte, zu seinen Gunsten. Das Urteil, das zur Aufhebung des staatlichen Telekommunikationsmonopols führte, gilt als einer der wichtigsten Meilensteine bei der Öffnung des afrikanischen Telekommunikationssektors für privates Kapital. Der erste Mobilfunkteilnehmer des Unternehmens wurde 1998 an das neue Netz angeschlossen. Für seinen Sieg gegen die Regierung vor Gericht wurde er für viele Oppositionelle im Land zu einer Identifikationsfigur.
Im März 2000 verließ Masiyiwa auf der Flucht vor der Verfolgung durch die örtlichen Behörden Simbabwe und zog zunächst nach Südafrika, wo er die Econet Wireless Group gründete, ein neues, von der börsennotierten simbabwischen Gesellschaft getrenntes Unternehmen, welches auf mehreren Kontinenten tätig ist. Im Februar 2022 zog er sich aus der operativen Führung von Econet zurück. Masiyiwa hält mit Stand 2022 weiterhin 50 Prozent der Anteile an Econet Wireless Zimbabwe.
2023 wurde Masiyiwa in die American Academy of Arts and Sciences gewählt.

## Philanthropie
Gemeinsam mit seiner Frau Tsitsi Masiyiwa gründete er die gemeinnützige Stiftung Higherlife Foundation, welche Waisenkinder und in Armut lebende Kinder unterstützt.  Masiyiwa hat in den letzten 20 Jahren über seine Familienstiftung mehr als 250.000 jungen Afrikanern Stipendien gewährt. Masiyiwa ist der Initiative The Giving Pledge beigetreten, in der Persönlichkeiten sich verpflichten mindestens die Hälfte ihres Vermögens für gemeinnützige Zwecke zu spenden. Er ist außerdem Trustee der Bill and Melinda Gates Foundation und der Rockefeller-Stiftung.

## Persönliches
Masiyiwa lebt in London, ist verheiratet und Vater von sechs Kindern.